# Uenoa parva
Uenoa parva is een schietmot uit de familie Uenoidae. De soort komt voor in het Oriëntaals gebied.